# ベレネ
座標: 北緯43度39分 東経25度7分 / 北緯43.650度 東経25.117度

ベレネ
Белене

ベレネ ブルガリア内のベレネの位置

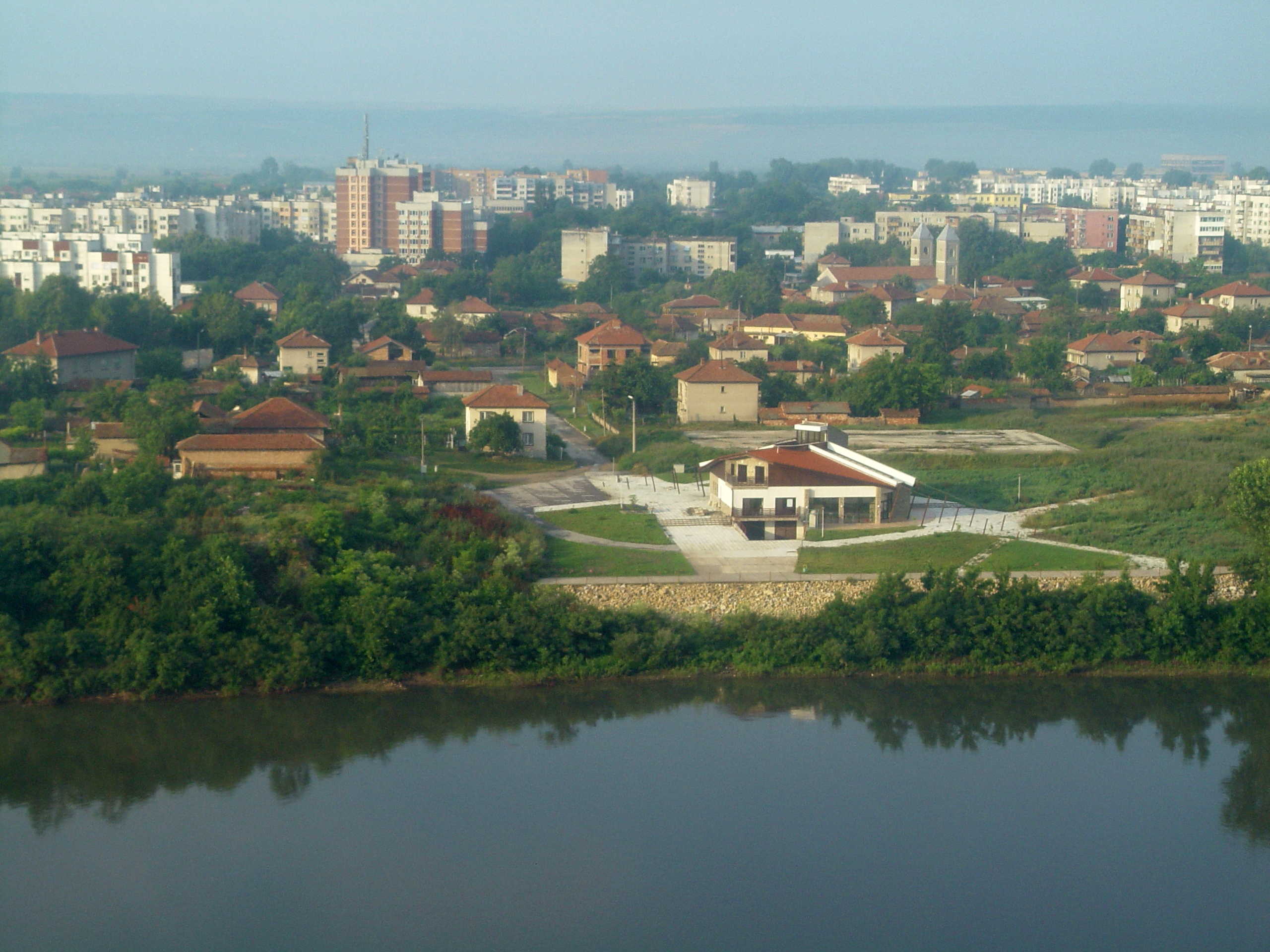
ドナウ川とベレネの町

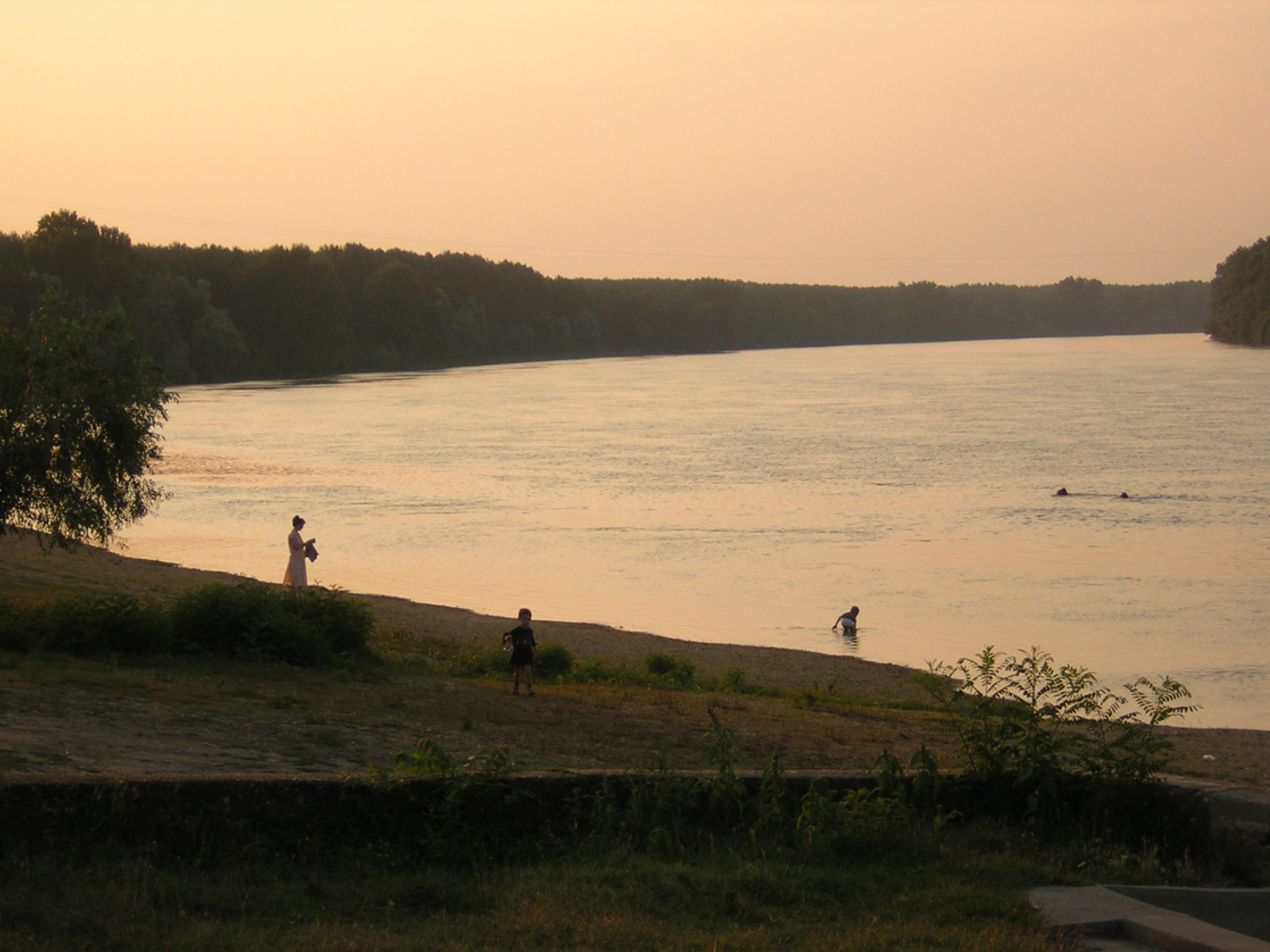
ベレネから見たドナウ川

ベレネ（ブルガリア語: Бѐлене / Belene）はブルガリア北部の町、およびそれを中心とした基礎自治体。プレヴェン州に属する。ベレネはドナウ川に面し、スヴィシュトフに近い。
ベレネは1964年に町となり、毎年9月第1週には市場や文化的催しが開かれ、これを記念する。
ドナウ川にはラムサール条約登録地である中洲のベレネ島があり、同島にはベレネ刑務所（旧ベレネ労働者収容所）がある。一帯にはセイヨウスイレン、デンジソウなどの生える湿地と河畔林があり、ニシハイイロペリカン、ノガン、ハシボソヨシキリなどの鳥類が生息している。
また、ブルガリアで2箇所目の原子力発電所の計画（ベレネ原子力発電所）があり、町から西に7キロメートルのところに建設が進められたが、共産主義政権が崩壊した後の1990年から経済状態の悪化により建設は止まっている。欧州連合の加盟条件として閉鎖が決まっているコズロドゥイ原子力発電所の第3、第4発電炉の代わりとして、ベレネに新たに原子力発電所を建造する計画がある。
町の住民の主な信仰はカトリックか正教会であり、2つのカトリックの教会、1つの正教会の教会が現存している。カトリック教会の聖母マリア聖堂は1860年に建造され、また正教会のゲオルギウス聖堂は1874年に、カトリック教会のパドヴァの聖アントニオ聖堂は1893年に建造された。
ベレネは短編映画『The Mosquito Problem & other stories』の撮影場所となった。映画では町のさまざまな特徴を捉え、空約束の原子力発電所と、年中続くカの大量発生に関する苦悩に焦点を当てている。

## 町村
ベレネ基礎自治体（Община Белене）にはその中心であるベレネをはじめとする、以下の町村（集落）が存在している。
- Белене
- Деков
- Петокладенци

- Татари
- Бяла вода
- Кулина вода

## 姉妹都市
- ラーズニェ・ビェロフラト（英語版）、チェコ
- ベルヴィル＝シュル＝ロワール、フランス
- ハイドゥーシャームション（英語版）、ハンガリー
- ヴィゴンツァ、イタリア
- デヴレク（英語版）、トルコ